# Средние Лащи
Сре́дние Лащи́ (тат. Күзби) — село в Буинском районе Республики Татарстан, в составе Черки-Кильдуразского сельского поселения.

## Этимология названия
Топоним произошёл от гидронима «Лащи» и русского слова «средний».

## География
Село находится на реке Лащи, в 16 км к северу от районного центра, города Буинска.

## История
Основание села Средние Лащи (также было известно под названием Кузбеева) относят к первой половине XVIII века.
В сословном отношении, вплоть до 1860-х годов жителей села причисляли к государственным крестьянам. Их основными занятиями в то время были земледелие, скотоводство.
В «Списке населенных мест по сведениям 1859 года», изданном в 1866 году, населённый пункт упомянут как казённая деревня Средние Лащи (Кузьбеево) 2-го стана Тетюшского уезда Казанской губернии. Располагалась при речке Сухой Лащи, по левую сторону почтового тракта из Казани в Симбирск, в 45 верстах от уездного города Тетюши и в 11 верстах от становой квартиры во владельческом селе Знаменское (Чипчаги). В деревне в 32 дворах жили 220 человек (109 мужчины и 111 женщин). Была мечеть.
По сведениям из первоисточников, в начале XX столетия в селе действовали мечеть, медресе.
С 1930 года в селе работали коллективные сельскохозяйственные предприятия, с 1999 года — сельскохозяйственные предприятия в форме ООО.
Административно, до 1920 года село относилось к Тетюшскому уезду Казанской губернии, с 1920 года — к кантонам ТАССР, с 1930 года — к Буинскому району Татарстана.

## Население
Динамика
По данным переписей, население села увеличивалось с 29 душ мужского пола в 1782 году до 403 человек в 1908 году. В последующие годы численность населения села уменьшалась и в 2015 году составила 13 человек.
Национальный состав
По данным переписей населения, в селе проживают татары.
Известные уроженцы
В. Х. Хаков (1926–2008) – языковед, тюрколог, доктор филологических наук, заслуженный деятель науки ТАССР.

## Религиозные объекты
Мечеть (с 2001 года).